# Teuzzone (Vivaldi)
Teuzzone (RV 736) è un'opera di Antonio Vivaldi su libretto di Apostolo Zeno, scritto originariamente per Antonio Lotti, che lo mise in musica nel 1706.
Ebbe la sua prima rappresentazione durante il carnevale del 1719 al Teatro Arciducale di Mantova.
Con la conclusione della guerra di successione spagnola la famiglia dei Gonzaga fu considerata estinta e quindi l'antico Ducato di Mantova cadde sotto il potere del Sacro Romano Impero. Fu dunque posto come governatore militare il principe Philipp von Hessen-Darmstadt, uomo amante dell'arte e della letteratura, il quale invitò Vivaldi nel 1718 a recarsi presso la sua corte al fine di comporre concerti, cantate, serenate e opere. Tuttavia il rapporto di lavoro che legava il compositore veneziano alla corte mantovana si concluse nel marzo del 1720. Fu proprio in questo contesto che nacque il Teuzzone, che, dopo il debutto nei teatri con l'Ottone in villa dato sei anni prima, fu la seconda opera vivaldiana prodotta fuori dal circolo dei teatri veneziani, con la differenza che nel frattempo Vivaldi era diventato un celebre operista.
Il libretto prodotto da Apostolo Zeno, per la messa in musica del Prete Rosso, fu opportunamente revisionato dall'autore stesso. A confronto delle opere precedenti, la musica di questo lavoro è più mossa e drammatica, e in alcuni punti raggiunge addirittura una drammaticità quasi ottocentesca; presenta inoltre alcune influenze derivanti dalla precedente attività concertistica del compositore, ma che qui acquisiscono un valore più teatrale, grazie tra l'altro all'impiego di recitativi accompagnati. Inoltre nella composizione dell'opera Vivaldi inserì alcuni effetti e strumenti speciali, come i "timpani scordati".
Questo lavoro assecondò la moda delle "cineserie", che in quel secolo si stava diffondendo in tutta Europa, coinvolgendo diversi ambiti musicali, artistici e letterarii. Infatti il Teuzzone fece conoscere agli ascoltatori dell'epoca cose fino ad allora totalmente sconosciute o solo parzialmente note, come la poligamia, i sacrifici umani, culti orientali (del dio Buddha e del dio Amida), oracoli e riti assai diversi dai classici, etc.

## Prima rappresentazione (carnevale 1719)
- Troncone: Giuseppe Pederzoli, tenore
- Teuzzone: Margherita Gualandi, soprano travesti
- Zidiana: Anna Ambreville, contralto
- Zelinda: Teresa Mucci, contralto
- Cino: Gasparo Geri, soprano castrato
- Sivenio: Francesco Benedetti, basso
- Egaro: Lorenzo Beretta, contralto castrato

## Trama
La vicenda narra il complotto di Zediana, giovane vedova dell'imperatore cinese Troncone, contro il figliastro, il principe Teuzzone, legittimo erede al trono e fidanzato con la principessa tartara Zelinda, per il quale lei ha sempre nutrito una segreta passione. Per i suoi crudeli intenti Zediana si serve di due suoi spasimanti, il generale Sivenio e il primo ministro Cino. Alla fine però trionferà il nobile e generoso Teuzzone grazie all'aiuto del generale tartaro Argonte.